# Pienso en ti (telenovela)
Pienso en ti es una telenovela mexicana producida por W Studios para TelevisaUnivision en el 2023. La telenovela es una historia original creada por Ximena Suárez, abordando como eje principal el tema de la superación personal. Se estrenó a través de Las Estrellas el 13 de marzo de 2023 en sustitución de Mi camino es amarte, y finalizó el 23 de junio del mismo año siendo reemplazado por Vencer la culpa.
Está protagonizada por Dulce María y David Zepeda, junto con Alexis Ayala, Federico Ayos y Jessica Díaz en los roles antagónicos.

## Trama
Emilia (Dulce María), una joven mujer que, en contra de la voluntad de su madre, se enfrenta a todo y a todos para perseguir su sueño de triunfar en el mundo de la música. Cuando Emilia conoce a Ángel (David Zepeda), su ídolo y el ídolo de multitudes, encuentra la fuerza para seguir ese sueño, sin imaginarse que sería ella, con su voz, quien le devolvería a él la ilusión y la vida. Ángel le dará las alas y Emilia le dará la fuerza, pero para cristalizar su amor, la pareja deberá enfrentar múltiples adversidades y adversarios.

## Reparto
Una lista del reparto confirmado se publicó el 28 de octubre de 2022, a través de la página web de Las Estrellas.
- Dulce María como Emilia Rivero
- David Zepeda como José Ángel Santiago
- Alexis Ayala como Federico Pérez
  - Emanuel Arias interpretó a Federico de joven
- Lorena Graniewicz como Alicia Garibay
- Brandon Peniche como Manolo Pérez
- Jessica Díaz como Jeanine Loher
- Yolanda Ventura como Daniela Avendaño
  - Nashla Aguilar interpretó a Daniela de joven
- Henry Zakka como Alfonso Rivero
- María Fernanda García como Laura
- Paola Toyos como Pina López
- Claudia Silva como Carla Torreblanca
- Federico Ayos como Omar Miranda
- Ramiro Tomasini como Maximiliano «Max» Mendoza
- Ariana Saavedra como Georgina «Gina» Rivero
- José Luis Badalt como Rodolfo «Fofo» Manzo
- Julia Argüelles como Mayté Torreblanca
- Edward Castillo como Joel
- Sebastián Poza como Nicolás Torreblanca
- Eugenia Cauduro como Loreta Ortiz
- José Elías Moreno como Sergio Torreblanca
- Christian Andrei como Rony
- Teresa Peragui como Hermi
- Yahel Garló como Diana
- Julián André como Beto
- Iván Tamayo como Lazcano
- Luciana Sismondi como Gabriela
- Alejandro Valencia como Sam
- Christopher Valencia como Lalo
- Héctor Arévalo como Doctor
- Alan Téllez como Cruz
- Ricardo Guerra como Raúl
- Rafael Romero como Don Eustaquio
- Sharon Gaytán como Natalia Villegas
- Leo Casta como Benito
- Emilio Bravo como Charly
- Michelle Jurado como Rita Gutiérrez
- Natalia Madera como Beba Alonso
- Saori Gurza como Sol Manzo
- Carlos Barragán como Mike
- Julio Aranda como Monchis
- Juan Acosta como Mesero
- Surya MacGregor como Reyna
- Amhed García como Ringo
- Juan José Puncheta como Don Güilibardo
- Lucas Mollard como El Vampiro
- Virginia Cortez como Silvia
- Andy Lo como Él Mismo
- Juanki Durán como Valeriano
- Fran Cuenya como Aníbal Sigman
- César Valdivia como Toño

## Episodios
| N.º | Título                                        | Fecha de emisión original | Audiencia (millones) |
| --- | --------------------------------------------- | ------------------------- | -------------------- |
| 1 | «Te regalo lo que soy»                        | 13 de marzo de 2023       | 3.2                  |
| La discusión entre Manolo y Federico por las nuevas fechas del grupo desata que Loreta tenga que interceder, pero una crisis de salud se lo impide. Daniela descubre el secreto de su hija y arremete en contra de Emilia por haberle mentido. El momento se vuelve viral en redes sociales. Federico intenta convencer a Manolo para que acepte seguir en la gira y para ello provoca que siga bebiendo. Ángel descubre a Emilia en una de las presentaciones de L2-22 y la invita a subir al escenario, sin imaginar la sorpresa que se llevará. |                                               |                           |                      |
| 2 | «Acabaste con esta familia»                   | 14 de marzo de 2023       | 2.9                  |
| Jeanine, le reprocha a Ángel por cantar con otra mujer en el escenario y no con ella, Ángel le asegura que sólo es una fan de la que no debe preocuparse. Emilia visita a Omar en su casa, pero se lleva la sorpresa al verlo en la cama con otra mujer. Emilia insiste en seguir con el sueño de ser cantante, pero Daniela se niega a apoyarla y le pide que se vaya de la casa. Emilia se va de la casa, pero a la hora de despedirse, es rechazada por su madre. |                                               |                           |                      |
| 3 | «En mis manos vas a hacer una leyenda»        | 15 de marzo de 2023       | 3.1                  |
| Jeanine, busca a Federico para pedirle que la apoye en su carrera musical y él está seguro de hacerlo, pero no sabe a qué costo. Ángel cita a Jeanine para entregarle el anillo de compromiso, pero es interrumpido por el asalto que sufrió Manolo. Jeanine asiste a su cita con Federico y así acordar los planes que tienen para la carrera de ella, pero Federico sorprende al revelar que conoce la verdad de su pasado. Pina, le muestra a Federico el gran parecido que tiene Emilia con una vieja conocida de ambos. |                                               |                           |                      |
| 4 | «Necesito que me respetes»                    | 16 de marzo de 2023       | 3.1                  |
| Jeanine no puede quitarse de la cabeza que Federico se aprovechó de ella, todo esto en el intento por convertirse en cantante. Jeanine recibe un costoso regalo por parte de Federico, pero él quiere cobrarse de la peor manera. Manolo, no está recibiendo el pago de las giras que realiza porque Federico se está aprovechando de la situación. Federico intenta aprovecharse una vez más de Jeanine, pero son interrumpidos por Ángel. |                                               |                           |                      |
| 5 | «No mezclar amor con trabajo»                 | 17 de marzo de 2023       | 2.9                  |
| Manolo, le confiesa a Ángel que la química que tuvo con Emilia en el escenario no es la misma con Jeanine, por lo que Ángel reconoce que esto es cierto. En medio de una conferencia de prensa de L2-22, la prensa cuestiona al grupo sobre los vicios que persisten entre ellos. Ante la negativa de Federico, una de las reporteras muestra imágenes de Manolo y su problema con la bebida. Emilia, acude como mesera al cumpleaños de Ángel y todo está listo para que se dé el reencuentro. En medio de la fiesta de cumpleaños de Ángel, Manolo descubre la infidelidad de Federico con Jeanine. |                                               |                           |                      |
| 6 | «Manolo está muerto»                          | 20 de marzo de 2023       | 2.9                  |
| Manolo, enfrenta a su padre por la relación que tiene con Jeanine y el robo a la disquera. En medio del enojo, Manolo le pide a Ángel que no se case con Jeanine, por lo que Ángel enfurece y tras una fuerte pelea, Manolo toma su moto para nunca más volver. Manolo huye en su moto y pierde la vida en un grave accidente. Federico, se encarga de tachar a Ángel como el culpable de esto por dejarlo ir en estado de ebriedad. Federico, hace todo lo posible para evitar que su fraude en la disquera y la relación con Jeanine salgan a la luz. Ángel se enfrenta a un grupo de hombres, pero su estado le impide defenderse. Emilia llega al lugar y defiende a Ángel de cualquier tipo de agresión. |                                               |                           |                      |
| 7 | «La música se acabó para mí»                  | 21 de marzo de 2023       | 3.0                  |
| Max y Emilia llevan a Ángel a casa después de la pelea que tuvo en la cantina, Ángel reconoce a Emilia. Federico busca a Ángel para reconciliarse y seguir con los planes de la banda, pero Ángel le dice que no volverá a la música. Omar intenta intimidar a Emilia para que vuelva con él. Ángel le confiesa a Jeanine que la noche de la fiesta fue para celebrar su compromiso, pero como no salió como esperaba, ahora le pide que sea su esposa. |                                               |                           |                      |
| 8 | «Piérdete en mi vida»                         | 22 de marzo de 2023       | 3.1                  |
| Jeanine busca a Federico para revelarle que Ángel quiere casarse con ella lo más pronto posible, Federico le asegura a Jeanine que le pertenece a él y sólo está dispuesto a compartirla con Ángel. En medio de la borrachera por la partida de Manolo, Ángel encuentra los documentos que comprueban un desfalco en L2-22 y la disquera. Ángel, con ayuda de Max, logra comunicarse con Alicia, debido a que ella fue la que vio a Manolo con los balances contables que señalan un fraude en la empresa. Ángel, visita a Federico para mostrarle los documentos que Manolo tenía antes de perder la vida, Federico teme lo peor.                                                                            |                                               |                           |                      |
| 9 | «Terapia de choque»                           | 23 de marzo de 2023       | 2.9                  |
| Ángel, le reclama a Federico por los balances que tenía Manolo antes de morir. Ante la indiferencia, Ángel arremete en contra de Federico y esto es usado en contra del cantante de L2-22. Carla, descubre a través de la televisión las imágenes en las que Ángel ataca a Federico en las inmediaciones de Loreta Music. Jeanine, encuentra a Ángel una vez más emborrachado y al pedirle que coopere, pierde la paciencia y decide irse. Emilia, aparece en las oficinas de Loreta Music para su reunión con Federico, quien queda sorprendido por su parecido con Daniela Avendaño. |                                               |                           |                      |
| 10 | «El infierno de estar con un alcohólico»      | 24 de marzo de 2023       | 2.8                  |
| Jeanine, encuentra a Emilia en la oficina de Federico y le advierte que le falta mucho para brillar en la industria. Emilia vuelve a casa de Ángel para buscar su libreta, además, aprovecha para cantar en el estudio. Ángel reconoce la voz y cuando decide bajar, se encuentra que ya no hay nadie. Jeanine no puede evitar sentir celos de Emilia y en medio de un arranque, hace declaraciones a la prensa en contra de Ángel, haciendo que él arda de coraje. Emilia llega a casa de Ángel para enfrentarlo, porque cree que él tomó la decisión de correr a Max. |                                               |                           |                      |
| 11 | «Ya no soy tu Ángel»                          | 27 de marzo de 2023       | 2.8                  |
| Federico, cree que Jeanine está haciendo todo lo contrario a lo que él le indicó con Ángel, y por eso, toma la decisión de no apoyarla en su carrera como cantante. Jeanine, regresa a casa de Ángel como si nada malo hubiera pasado, pero se enfrenta con el desprecio de su prometido, por su parte, Ángel le deja el camino libre a Jeanine para que pueda hacer su carrera de cantante, pero la prefiere lejos de él. Ángel aparece en el bar que canta Emilia, y sin pensarlo, se sube al escenario para repetir el momento que los hizo tan felices. |                                               |                           |                      |
| 12 | «Haces que todo lo malo parezca sencillo»     | 28 de marzo de 2023       | 3.2                  |
| Federico está dispuesto a retirar su apoyo a Jeanine, pero ella está dispuesta a hacer cualquier cosa para mantener su apoyo. Jeanine va a la casa de Ángel a aclarar las cosas, pero encuentra a Emilia en ropa interior. Jeanine le muestra a Ángel el bochornoso momento de Emilia. Ángel sorprende a Emilia antes de su primera actuación. |                                               |                           |                      |
| 13 | «Tengo que acabar con ella»                   | 29 de marzo de 2023       | 2.8                  |
| Jeanine planta drogas en el bar donde canta Emilia y arruina su actuación. Ángel duda en asistir al homenaje de Manolo, pero Emilia le insiste en ir. Ángel se entera de que Federico está buscando reemplazar el lugar de Manolo en la banda, y le dice que ya no lo quiere como su mánager. |                                               |                           |                      |
| 14 | «En mí tienes a una amiga»                    | 30 de marzo de 2023       | 3.2                  |
| Federico hará todo lo posible para evitar que Ángel descubra el desfalco de L2-22, e incluso intentará mantenerlo en el grupo. Ángel visita a Emilia en su casa para sorprender a Max. Jeanine se presenta en casa de Ángel, para mostrarle la canción que le preparó para obtener su perdón. |                                               |                           |                      |
| 15 | «Siento que te pertenezco»                    | 31 de marzo de 2023       | 2.7                  |
| Las palabras de Jeanine contra Emilia hacen que Ángel vuelva a echarla de casa. Ángel visita a Emilia para darle un par de regalos, pero ella se niega a recibir la joya que él le regaló. En medio de la conversación, confiesan sus sentimientos y terminan besándose, pero son sorprendidos por los padres de Emilia. |                                               |                           |                      |
| 16 | «Lástima de suegra»                           | 3 de abril de 2023        | 2.5                  |
| Daniela no soporta ver que su hija podría estar en una relación y no mide sus palabras al insultar a Ángel. Emilia, quiere conocer las razones por las que su mamá no está conforme con su decisión de ser cantante, Daniela confesará todo lo que vivió en el pasado. Alfonso, recibe una fuerte advertencia del médico por el grave estado de salud que padece y que podría empeorar si no busca una solución. Federico está sorprendido con el talento de Max, mismo que usará para retener a Ángel en la agrupación. |                                               |                           |                      |
| 17 | «Cree en mi música»                           | 4 de abril de 2023        | 2.6                  |
| Pina, le recomienda a Jeanine que no deje perder el apoyo de Federico porque podría quedarse sin nada, por lo que Jeanine muestra preocupación. Emilia visita a Ángel para pedirle no ir tan aprisa con su relación, debido a la pronta ruptura de él con Jeanine. Ángel le muestra a Emilia la canción que hizo, gracias a la inspiración que ella le provoca. Daniela estalla al saber que su hija vio a Ángel y tras una fuerte discusión, Alfonso sufre un ataque. Jeanine irrumpe en la cita de Ángel y al percatarse de la presencia de Emilia, no pierde la oportunidad y abraza a su ex. |                                               |                           |                      |
| 18 | «Tratar a un exnovio»                         | 5 de abril de 2023        | 2.6                  |
| Ángel intenta disculparse con Emilia por haber abrazado a Jeanine, pero ella aprovecha y cuestiona los sentimientos de él por su ex. Omar utiliza todos los recursos para conquistar a Maite, a pesar de que él está interesado en Emilia. Ángel visita la tumba de Manolo y encuentra a Carla, misma que llora la partida de su hijo y asegura estar arrepentida de abrirle las puertas de su casa a Ángel. Omar aprovecha que Emilia está sola para robarle un beso, pero Ángel y Jeanine aparecen sorpresivamente. |                                               |                           |                      |
| 19 | «No puedo cantar»                             | 6 de abril de 2023        | 2.4                  |
| Luego de haber celado a Emilia, Ángel se disculpa por cuestionarla y reconoce que todo es porque lo que siente por ella crece día a día. Ángel se presenta en el homenaje de Manolo, pero no puede olvidarse de su amigo, razón que lo hace huir del lugar. Federico estalla de coraje, porque Ángel no pudo presentarse en el homenaje a Manolo y podría llegar a los extremos. Jeanine recibe una llamada para avisarle que Ángel se encuentra en mal estado. Jeanine acude al lugar, pero intenta seducir a Ángel. |                                               |                           |                      |
| 20 | «Vamos a perder hasta la camisa»              | 7 de abril de 2023        | 2.1                  |
| Ángel despierta en la cama junto a Jeanine, pero no logra recordar lo que pasó entre ellos y parece estar arrepentido. Emilia llega a casa de Ángel para saber cómo se encuentra, pero se lleva una sorpresa al verlo junto a Jeanine. Emilia descubre que Ángel pasó la noche con Jeanine y está segura que él aun no olvida a su ex, por lo que decide hacerse a un lado. Max le reclama a Mayté por su relación con Omar y después le confiesa lo que siente por ella. |                                               |                           |                      |
| 21 | «Ya no puedo creer en ti»                     | 10 de abril de 2023       | 2.7                  |
| Omar, aprovecha la situación vulnerable en la que se encuentra Carla para meterse en su vida, pero la repentina aparición de Federico lo arruina. Jeanine, recibe la noticia que Federico cambiará los planes de su carrera por algo más grande. Omar provoca a Max, al echarle en cara que él tiene el amor de Mayté, Max pierde el control con Omar porque tacha la reputación de Mayté. Jeanine, se encuentra a Emilia en el concurso de talento e intenta provocarla inventando lo que pasó con Ángel. |                                               |                           |                      |
| 22 | «El destino sí existe»                        | 11 de abril de 2023       | 2.7                  |
| Max, le confiesa a su mamá que perdió el empleo, luego de agredir a Omar por faltarle al respeto a Mayté, mujer de la que sigue interesado. Emilia y Jeanine consiguen su pase para participar en un programa de talentos y tendrán que demostrar quién es la mejor. Max alcanza a escuchar la conversación de Alicia con Mayté, y descubre que Ticha inventó hizo todo lo posible para separarlo de Mayté. Comienza el concurso de 'Talento hay', y Emilia es la primera afortunada en elegir la canción de un famoso compositor, sin imaginarse que el tema que eligió es de Ángel. |                                               |                           |                      |
| 23 | «Mucho trabajo. muchas decepciones»           | 12 de abril de 2023       | 2.8                  |
| Fofo intenta consolar a Ticha por la ruptura con Max, pero es imposible no confesarle que está interesado en ella desde el primer día que la vio. Jeanine, escucha algunas especulaciones de los participantes del reality show en el que se encuentra, y contribuye al mencionar que Emilia tuvo encuentros amorosos con Federico. Emilia queda sorprendida al escuchar la canción que Ángel preparó para el concurso, pero al enterarse de cuando surgió, no puede ocultar sus celos. Federico se ofrece a llevar a Emilia hasta la puerta de su casa, pero no se imagina que volverá a ver a Daniela, una vieja conocida.                                                                                  |                                               |                           |                      |
| 24 | «Emilia será para mí»                         | 13 de abril de 2023       | 2.9                  |
| Federico y Daniela se encuentra para hablar, se ponen al tanto de lo que ha ocurrido en sus vida, pero él termina por cuestionarla sobre si Sergio es el padre de Emilia. Daniela, aprovecha la cercanía con Federico para hacerle unas cuantas peticiones sobre Emilia y su carrera como cantante. Daniela, le suplica a Alfonso que no le diga nada a sus hijas sobre su misterioso pasado y él accede. Alfonso recuerda el secreto que mantiene con Daniela sobre el origen de Emilia. |                                               |                           |                      |
| 25 | «L2-22 se acabó»                              | 14 de abril de 2023       | 2.6                  |
| Ángel, le confiesa a Federico que su decisión por dejar Loreta Music es por lo que Carla le dijo, Federico intenta convencerlo de quedarse para evitar que se sepa su fraude. Federico llega a la casa y estalla de coraje contra Carla, por haber alejado a Ángel de la compañía. Federico interrumpe las declaraciones de Ángel frente a la prensa, para dar la cara por él y explicar las razones de su salida de L2-22. Luego de ser aceptados por la prensa, Jeanine llama a Ángel para aclarar qué es lo que ocurre con Emilia. |                                               |                           |                      |
| 26 | «No le sigas el juego»                        | 17 de abril de 2023       | 3.0                  |
| Ángel busca a los padres de Emilia para confrontarlos sobre el escándalo en el que está involucrada su hija. Daniela, para evitar cualquier mala interpretación, le pide a Emilia que se aleje de Ángel. Emilia recibe la noticia de que será eliminada del reality a causa de su escándalo. Emilia tira sus auriculares y Sergio los recoge para dárselos, pero se queda sin palabras al ver que parece una vieja conocida. |                                               |                           |                      |
| 27 | «¡Él es el padre de Emilia!»                  | 18 de abril de 2023       | 2.8                  |
| Emilia llega a su casa y descubre a un grupo de reporteros afuera interrogándola sobre su relación con Ángel. Emilia le cuenta a Ángel que Federico le ofreció ser su mánager, pero él recuerda que con Jeanine pasó lo mismo. Daniela le confiesa a Laura las razones por las que quiere alejar a Emilia del mundo de la música, una de ellas es que podría conocer a su padre biológico. |                                               |                           |                      |
| 28 | «Probar las delicias de la fama»              | 19 de abril de 2023       | 3.0                  |
| Daniela no deja de pensar en cómo Sergio la abandonó durante su embarazo para volver con Loreta. Ángel le revela a Jeanine que no tuvo nada que ver con que Emilia no dejara el reality show, todo fue obra de Federico. Jeanine se queja con Federico por abogar por Emilia en el reality show, pero se sorprende al saber que él también será su mánager. |                                               |                           |                      |
| 29 | «Te voy a grabar tu primer disco»             | 20 de abril de 2023       | 2.9                  |
| Pina escucha a los participantes del reality show especular sobre la relación de Emilia con los ejecutivos y los graba para lanzar un video escándalo. Emilia intenta sorprender a Ángel con su visita, pero se sorprende al ver a Jeanine paseando con Ángel, y decide poner fin a cualquier tipo de relación para centrarse en su carrera. Emilia quiere saber cómo es Sergio y cuando cuestiona a Federico, éste habla mal de él. |                                               |                           |                      |
| 30 | «Mi música eres tú»                           | 21 de abril de 2023       | 2.8                  |
| Omar escucha una llamada telefónica sospechosa de Federico y descubre su relación con Jeanine. Sergio le confiesa a Federico que ver a Emilia le ha revuelto los recuerdos. Federico le pide a Sergio que se olvide del pasado y se concentre en su familia. Emilia y Ángel interpretan una canción en el reality y reciben una ovación de pie. |                                               |                           |                      |
| 31 | «¡Yo no tengo precio!»                        | 24 de abril de 2023       | 2.8                  |
| Federico le propone a Emilia perder la competencia a cambio de un lucrativo contrato con Loreta Music, pero ella rechaza la idea. Ángel cree que Emilia aceptó el trato de Federico e intenta confrontarla. Jeanine visita a Ángel para entregarle sus pertenencias pero él le pide que se quede a su lado. Alfonso encuentra fotografías del pasado de Daniela en las que hay varios mensajes comprometedores. |                                               |                           |                      |
| 32 | «En estado crítico»                           | 25 de abril de 2023       | 2.8                  |
| Alfonso confronta a Daniela por haberle mentido sobre sus sentimientos y en su desesperación por huir de la casa, termina con otra crisis de salud. Emilia deja la competencia para llegar al hospital, pero enfrenta un problema económico para sacar a Alfonso de su crisis. Jeanine es coronada en primer lugar en el reality show. Ángel descubre que Emilia confió en Federico para salvar a Alfonso; tras la decepción, decide irse a casa donde se acuesta con Jeanine. |                                               |                           |                      |
| 33 | «Te mueres de celos»                          | 26 de abril de 2023       | 3.0                  |
| Emilia intenta contactar a Ángel para hablar de sus problemas y él se niega a contestar la llamada. Federico se sorprende al saber que Omar conoce su secreto con Jeanine y cede a su chantaje. Emilia llega a la casa de Ángel y se entera de que Jeanine pasó la noche. Federico le tiende una trampa a Ángel y le hace creer que Emilia busca dinero a toda costa. |                                               |                           |                      |
| 34 | «Mi ganancia va a ser Emilia»                 | 27 de abril de 2023       | 3.1                  |
| Ángel descubre que se equivocó al juzgar a Emilia e intenta disculparse pero ella lo echa de la casa. Daniela le confiesa a Federico que Sergio es el padre de Emilia. |                                               |                           |                      |
| 35 | «Esto es un asunto personal»                  | 28 de abril de 2023       | 2.8                  |
| Sergio está confundido por la reacción de Ángel al verlo y luego de una fuerte discusión, le pide que deje la disquera. Al ver que su estrategia no está funcionando, Jeanine visita a Ángel para poner fin a su relación, pero él se disculpa por sus errores y se dan otra oportunidad. Alfonso se despierta de su cirugía y le dice a Emilia que quiere separarse de Daniela. |                                               |                           |                      |
| 36 | «Voy a hacer lo mejor para mi carrera»        | 1 de mayo de 2023         | 2.8                  |
| Daniela recibe la noticia de que Alfonso quiere divorciarse de ella, pero teme que su secreto salga a la luz. Jeanine ve a Emilia en la oficina de Federico y le muestra su anillo de compromiso. Ángel busca a Emilia para aclarar todo sobre su compromiso con Jeanine, pero Emilia lo rechaza y acepta que solo lo usó a él. Daniela visita a Alfonso en el hospital para comprobar su salud, pero se enfrenta a su rechazo. |                                               |                           |                      |
| 37 | «No revivas el pasado»                        | 2 de mayo de 2023         | 3.0                  |
| Daniela confronta a Laura y le pide que se aleje de Alfonso. Después de confesarle a Max que ama a Alfonso, Laura busca a Daniela para decirle que no piensa dejar a Alfonso y le advierte que podría revelar su secreto. Sergio aparece de repente en el estudio de grabación y su acercamiento a Emilia provoca miradas extrañas entre los presentes. |                                               |                           |                      |
| 38 | «Mi cielo nunca se había oscurecido de día»   | 3 de mayo de 2023         | 2.9                  |
| Ángel recuerda los comentarios de Federico sobre Sergio y cree que este tiene un interés especial en Emilia, por lo que decide confrontarlo. Max habla de los gestos de Emilia frente a todos y hace que Sergio recuerde las mismas frases en la voz de Daniela. Sergio le confiesa a Emilia que quiere conocerla de cerca, pero ella sospecha por todo lo que le ha contado Federico. Emilia llega a casa y le dice a su mamá que cenó con Sergio, hecho que provoca el enojo de Daniela. |                                               |                           |                      |
| 39 | «El cadáver de un gran fraude»                | 4 de mayo de 2023         | 3.0                  |
| Daniela recuerda la fiesta donde la violaron y culpa a Sergio del crimen. Federico esconde cámaras en el vestidor de Emilia y observa cada uno de sus movimientos. Ticha y Alfonso continúan con la contabilidad de Ángel, pero notan algo turbio. Federico podría estar en peligro por los malos tratos con L2-22. |                                               |                           |                      |
| 40 | «La punta del iceberg»                        | 5 de mayo de 2023         | 3.1                  |
| Jeanine arroja café a una de las computadoras donde se está grabando el videoclip de Emilia y Ángel, con la intención de separarlos. Ticha habla con Ángel para revelar lo que ella y Alfonso encontraron entre sus cuentas y le confirma que el dinero fue robado de la disquera. Ángel advierte a Sergio del fraude que descubrió en la discográfica, pero Sergio recurre a Federico. Ángel entra en la oficina de Federico y encuentra a Jeanine en una situación íntima con Federico. |                                               |                           |                      |
| 41 | «Un circo tu vida»                            | 8 de mayo de 2023         | 3.2                  |
| Ángel rompe con Jeanine por su traición con Federico. Federico lo planea todo para que las declaraciones de Ángel no se salgan de control. Federico le cuenta a Sergio que besó a Jeanine y esto desató los celos de Ángel. Jeanine es cuestionada por la prensa sobre la ausencia de Ángel en la presentación del disco y ella confirma su ruptura. |                                               |                           |                      |
| 42 | «¡Emilia es mi hija!»                         | 9 de mayo de 2023         | 3.1                  |
| Pina convence a Jeanine para que haga una transmisión en vivo para aclarar lo que pasó con Ángel. Jeanine miente y dice que Ángel es un hombre violento. Ángel está furioso por lo que se fabricó en su contra, pero delante de toda la familia Torreblanca confirma que Federico y Jeanine son amantes. Sergio recibe los resultados de la prueba que envió y confirma que Emilia es su hija. |                                               |                           |                      |
| 43 | «Contigo o sin ti»                            | 10 de mayo de 2023        | 2.8                  |
| Federico busca a la persona que le hará la auditoría a Loreta Music para hacerle un trato y encubrir sus crímenes en la discográfica. Gina descubre que su madre podría ser la mujer de la que habla Loreta en su diario y comienza a investigar el pasado de Daniela. Ángel intenta solucionar sus problemas con Emilia, Alfonso aprovecha su visita para hablar de Federico y prometen vigilar los pasos de Emilia. Sergio llega a la casa de Emilia y confronta a Daniela por ocultar la paternidad del hijo que estaba esperando. |                                               |                           |                      |
| 44 | «Te quiero lejos de mi hija»                  | 11 de mayo de 2023        | 3.3                  |
| Daniela acusa a Sergio de ser un hombre sin escrúpulos, pero él niega todo lo que ella dice. Daniela busca la ayuda de Federico para evitar que Emilia se acerque a Sergio. Emilia le dice a Sergio que Federico ya conoce a su madre y él lo ve como una traición. Jeanine interrumpe la sesión de fotos de Ángel para hablar de sus errores, pero él le pide que revele la verdad sobre Federico frente a Emilia y Mayte. |                                               |                           |                      |
| 45 | «Te quiero como una tonta»                    | 12 de mayo de 2023        | 3.0                  |
| Federico interrumpe la conversación de Jeanine con Ángel para evitar que revele más de lo debido. Mientras Emilia y los Centauros triunfan en su gira, Jeanine tiene muchos problemas profundos que no le importa su carrera. Emilia confunde una cita romántica con Ticha pensando que es para ella. En medio de una crisis, se encuentra con Ángel y le reclama por arruinarlo todo, él la besa. |                                               |                           |                      |
| 46 | «Los declaro marido y mujer»                  | 15 de mayo de 2023        | 3.5                  |
| Gina encuentra a Alfonso cerca de Laura y los confronta sobre su aparente relación. Gina le cuenta a Daniela lo que vio y ella aprovecha para hacerse la víctima. Emilia y Ángel se despiertan después de pasar la noche juntos, pero él quiere formalizar su relación. Emilia y Ángel se casan en secreto, pero son atrapados por Federico, quien se enfurece al verlos juntos. Jeanine recibe la noticia de la boda de Emilia y Ángel, y termina desconsolada. |                                               |                           |                      |
| 47 | «¡Fuera golpeador de mujeres!»                | 16 de mayo de 2023        | 3.5                  |
| Rita hace que Jeanine pierda el control, debido a las imágenes que le muestra de la boda de Ángel con Emilia. Federico discute con Rita por teléfono y la arremete por meter a Emilia en problemas, pero Eva escucha esta conversación. En medio de una función, Ángel es abucheado por el público, que lo obliga a abandonar el escenario, tras acusaciones de agresión. Después de consultar con Federico, Sergio decide sacar a Ángel de la gira con Emilia. |                                               |                           |                      |
| 48 | «Me voy a quedar en la calle»                 | 17 de mayo de 2023        | 3.4                  |
| Daniela confronta a Ticha por ayudar a Emilia y la echa de la casa. Jeanine le confiesa a Pina que fue Federico quien le dio las pastillas y Pina recuerda que hace un tiempo él hizo lo mismo con Daniela. El contador le dice a Ángel que los patrocinadores exigen el pago de la multa por la cancelación del concierto. Pina encuentra a Daniela y cuando Daniela la ve, se horroriza al recordar lo que pasó con Federico. |                                               |                           |                      |
| 49 | «Un cabo suelto en esta historia»             | 18 de mayo de 2023        | 2.9                  |
| Federico intenta manipular a Emilia advirtiéndole que el impulso de Ángel por casarse no era su primera vez. Daniela le comenta a Federico que Pina sabe la verdad sobre la noche en que fue atacada y él teme que lo atrapen. Federico se enfrenta a Pina para volver a comprar su silencio, pero cuando ella se niega, la mata. |                                               |                           |                      |
| 50 | «¿Dónde está tu lealtad?»                     | 19 de mayo de 2023        | 2.9                  |
| Federico llama a Omar para que lo ayude con un asunto urgente, él accede sin saber que es para limpiar la escena de un crimen. Mientras limpia el departamento de Pina, Jeanine llama a la puerta, Federico opta por seducirla para distraerla mientras Omar termina el trabajo. Devastada por la desaparición de Pina, Jeanine investiga sus pertenencias y descubre que Emilia es la hija de Sergio. |                                               |                           |                      |
| 51 | «He sido muy mala»                            | 22 de mayo de 2023        | 3.2                  |
| Ante la revelación que Jeanine le hizo a Ángel sobre Emilia, él le pide que guarde la calma y no publique el video de Pina, con tal de evitar el sufrimiento de su esposa. Jeanine recuerda su historia de amor con Ángel y de cómo Emilia fue un obstáculo en su relación, por lo que la lleva a pensar que él no la ayudará con su tía. Sergio persigue a Daniela para hablar del parentesco con Emilia, pero ella pierde el control y lo cachetea. Ángel busca a Jeanine para cuidar de su salud, pero ella aprovecha y toma el teléfono de Ángel para contestar la llamada de Emilia y desatar un problema.                                                                                               |                                               |                           |                      |
| 52 | «Eres hija de Sergio Torreblanca»             | 23 de mayo de 2023        | 3.6                  |
| Ángel intenta explicarle a Emilia lo que pasó con Jeanine, pero tiene cuidado de no revelar su relación con la familia Torreblanca. Daniela se queja con Ángel por lastimar a Emilia, pero él le dice que todo lo hace para evitarle el dolor de saber que es hija de Sergio Torreblanca. Daniela intenta explicarle a Ángel lo que pasó con Pina, pero ella recuerda el momento en que Sergio la tomó a la fuerza. Emilia busca a Jeanine para ofrecerle su ayuda, pero Jeanine le confiesa que es una Torreblanca. |                                               |                           |                      |
| 53 | «Pagar los platos rotos»                      | 24 de mayo de 2023        | 3.2                  |
| Tras las declaraciones de Jeanine, Emilia le asegura que es hija de Alfonso y no de Sergio. Federico teme que se sepa la verdad sobre Emilia e intenta poner a Daniela en contra de Ángel. Ángel y Alfonso intentan convencer a Daniela de que lo mejor para Emilia es que sepa la verdad sobre su relación con Sergio, pero ella se opone por completo. Emilia llega a casa para confrontar a su madre sobre lo que Jeanine le reveló. |                                               |                           |                      |
| 54 | «He vivido una mentira»                       | 25 de mayo de 2023        | 2.7                  |
| Daniela se enfrenta a Emilia y Gina después de que se revela su secreto. Ante la traición, Emilia culpa a su madre de haberla manipulado y arruinado su vida. Emilia y Gina interrogan a Daniela sobre su relación con Federico. Alfonso se disculpa con Emilia por no revelar la verdad de su pasado, a pesar de todo, Emilia lo perdona. |                                               |                           |                      |
| 55 | «¡Yo no soy su hija!»                         | 26 de mayo de 2023        | 3.3                  |
| Alfonso le confiesa a Emilia que Federico pudo haberle provocado un fraude a Ángel, pero ella se niega a creerlo. Emilia confronta a Ángel por ocultar la verdad sobre su pasado y luego de una discusión, decide perdonarlo. Emilia busca a Sergio para dejarle claro que nunca lo verá como su padre por todo el dolor que le causó a su familia. El video de Pina sale a la luz y se vuelve viral. Los Torreblanca descubren que Emilia es hija de Sergio. |                                               |                           |                      |
| 56 | «Un callejón sin salida»                      | 29 de mayo de 2023        | 3.1                  |
| Loreta desprecia a Sergio cuando se entera de la verdad y lo echa de la casa. Jeanine acusa públicamente a Sergio como autor de la desaparición de Pina. Carla busca a Loreta para consolarla después de lo sucedido con Sergio, pero ella la rechaza por ocultar su infidelidad. Federico le propone a Emilia que suelte un comunicado sobre lo sucedido con Sergio, pero ella anuncia su salida del sello. |                                               |                           |                      |
| 57 | «Un drama digno de un Best Seller»            | 30 de mayo de 2023        | 3.3                  |
| Emilia se opone a continuar con Loreta Music, pero esto cambia los planes de Federico. Federico le ofrece a Jacobo una gran suma de dinero a cambio de impedir la gira entre Ángel y Emilia. Loreta hace una transmisión para aclarar el escándalo de Sergio, pero termina lastimando a Emilia y Daniela con sus declaraciones. Jacobo les informa a Ángel y Emilia que su gira juntos no puede llevarse a cabo debido al escándalo que enfrenta Emilia. |                                               |                           |                      |
| 58 | «Atacar por todos los frentes»                | 31 de mayo de 2023        | 3.1                  |
| Jacobo convence a Ángel para que firme el contrato de la gira por una lucrativa cantidad. Federico logra separar a Emilia de Ángel. Ángel le confiesa a Rita que sus problemas con Federico terminaron tras la muerte de su padre, lo que pone en duda a Rita. |                                               |                           |                      |
| 59 | «Es mejor tener las cosas claras»             | 1 de junio de 2023        | 3.1                  |
| Federico se entera de que Beba ha iniciado una investigación sobre la extraña muerte del padre de Ángel y teme que se sepa la verdad. Después de una discusión, Jeanine y Omar pasan la noche juntos, pero ella teme que Federico se entere. |                                               |                           |                      |
| 60 | «No se pueden juntar el oro y las cenizas»    | 2 de junio de 2023        | 2.7                  |
| Daniela escucha la conversación de Emilia y Alfonso en la que lo felicitan por su próxima boda con Laura. Daniela le envía un mensaje de voz a Laura para felicitarla por su boda con Alfonso, pero es solo para arruinar la sorpresa que Alfonso le tenía preparada. Pasa el tiempo y Emilia logra consolidarse como cantante, pero Ángel no corre la misma suerte. Jeanine se une a Ángel en el escenario durante su actuación. |                                               |                           |                      |
| 61 | «Mi artista exclusiva»                        | 5 de junio de 2023        | 3.0                  |
| Emilia acepta formar parte de la empresa de Federico, siempre y cuando ella tenga los derechos de sus canciones. Esto deja sorprendido a Federico y a Daniela. Daniela le muestra a Emilia las imágenes del encuentro de Ángel y Jeanine en una presentación, y termina con el corazón roto. Sergio mira la conferencia de prensa de Emilia y se lleva una sorpresa al enterarse de la nueva plataforma musical de Federico. Federico insiste en sacar ventaja sobre Emilia y además de robarla, la quiere como su mujer. |                                               |                           |                      |
| 62 | «Sacar a las personas nocivas»                | 6 de junio de 2023        | 2.9                  |
| Emilia descubre que Sergio violentó a su mamá y no duda en irse a los golpes. Emilia busca a su mamá para hablar de la desgracia que vivió con Sergio. Daniela revela lo que ella recuerda de aquella tragedia. Emilia es manipulada por su mamá y está decidida a alejarse de Ángel, a pesar de todos los planes que había en esa relación. Ángel convence a Emilia de darse un tiempo en su relación y así evitar la separación definitiva. |                                               |                           |                      |
| 63 | «El ángel se convirtió en demonio»            | 7 de junio de 2023        | 3.3                  |
| Federico aprovecha el arranque de Ángel para hablar mal de él, Emilia lo confronta por haber guardado el secreto de su origen. Carla cuestiona los motivos de Loreta por no molestarse de la infidelidad de Sergio, pero ella le explica cómo sucedió todo y la razón por la que ellos tampoco deberían guardar rencor contra él. Alfonso explica a Ángel sus sospechas que Federico guarda algún secreto y deciden un plan de acción para desenmascararlo. Sergio se sorprende al volver a ver a Ángel en su oficina y se muestra defensivo pero él solo pide su ayuda para desenmascarar a Federico. |                                               |                           |                      |
| 64 | «El verdadero monstro de la historia»         | 8 de junio de 2023        | 3.1                  |
| Federico le muestra a Emilia el contrato en el que le ofrece más dinero del que pide y acepta a firmar por 7 años. Ángel, le informa a Sergio que Federico fue quién aseguró a Daniela de que él había sido quien abusó de ella. Sergio enfrenta a Federico y, al recordar que él era el único que sabía su disfraz, sospecha lo peor del que algún día consideró su amigo. Sergio se presenta en casa de Alfonso y Ángel, les ofrece unirse por el bien de Emilia para enfrentar a Federico. |                                               |                           |                      |
| 65 | «No tengo nada que perder»                    | 9 de junio de 2023        | 3.1                  |
| Ángel, le pide a Alfonso y a Sergio buscar pruebas de los delitos de Federico, para que pague ante la justicia. Jeanine, busca a Ángel para disculparse por todo lo que ha hecho, pero él le pide que no lo vuelva a buscar. Alicia rechaza el plan de Emilia para encontrar pruebas en contra de Federico y decide renunciar a la gira, Emilia le suplica que no se vaya, ya que es el alma del grupo. Jeanine recuerda que su tía dejó unas cintas en su casa, y al verlas, descubre que Federico fue el verdadero agresor de Daniela; Omar al verla tan alterada, la besa, pero son descubierto por Maite.                                                                                                 |                                               |                           |                      |
| 66 | «Nada es para siempre»                        | 12 de junio de 2023       | 3.1                  |
| Ángel, le propone a Emilia casarse por la iglesia, él recibe una llamada de Jeanine y su esposa se pone celosa. Omar llega al departamento de Jeanine y encuentra la grabación de Federico con Daniela, él acomoda el lugar de los hechos como si ella se hubiera provocado su propio fin para poderse robar las evidencias del delito. Ángel logra entrar al departamento de Jeanine, y al confirmar que sigue con vida, decide llevarla al hospital. La doctora le informa a Ángel que, a pesar de haber llevado a Jeanine a tiempo para que recibiera atención médica, su estado de salud está extremadamente frágil.                                                                                      |                                               |                           |                      |
| 67 | «Dame el divorcio»                            | 13 de junio de 2023       | 3.1                  |
| La doctora le informa a Ángel que Jeanine no pudo haber consumido tantas sustancias por su cuenta, él le pide ayuda para buscar la manera de esconderla y protegerla. Federico recuerda su pasado con Daniela, y se da cuenta de que ella ya no le interesa, pero admite que está obsesionado por Emilia. El abogado de Federico visita a Ángel con una demanda de divorcio, él confronta a Emilia para que le diga las razones de ésta decisión. Ángel le revela a Emilia todas las atrocidades en los que se ha relacionado Federico, por lo que ella comienza a desconfiar y cree que Ángel tiene la razón.                                                                                                |                                               |                           |                      |
| 68 | «Esta vez yo tengo la correa»                 | 14 de junio de 2023       | 3.1                  |
| Emilia cuestiona a Daniela sobre su interés particular en Federico, Daniela se pone a la defensiva y disculpa su comportamiento. Ángel anuncia públicamente la denuncia que interpuso contra Federico por robo y llama a otros artistas a sumarse a su causa; Emilia se sorprende. Federico es amenazado con un arma de fuego. |                                               |                           |                      |
| 69 | «Se quiere quedar con mi mujer»               | 15 de junio de 2023       | 3.2                  |
| Federico señala a Ángel y Sergio como principales sospechosos de su ataque. Bermúdez se queja con Omar por ir a sus espaldas, lo convence de que es mejor para él estar vivo que muerto. Reyna visita a Ángel para advertirle sobre la cercanía de Federico con Emilia. Loreta logra perdonar a Sergio. |                                               |                           |                      |
| 70 | «Un rayo de esperanza»                        | 16 de junio de 2023       | 2.8                  |
| Mientras Alfonso revisa el caso del atentado contra Federico, Max reconoce al agresor. Maite intenta reconciliarse con Emilia. Federico planea un cambio de imagen para Emilia explotando su sensualidad, ella se preocupa por sus intenciones. Carla confirma que lo que tomaba como tratamiento psiquiátrico eran sustancias ilegales y denuncia a Federico por envenenamiento. |                                               |                           |                      |
| 71 | «La verdad siempre sale a la luz»             | 19 de junio de 2023       | 2.9                  |
| Jeanine le confiesa a Ángel todo lo que Federico la obligó a hacer a cambio de su silencio. Omar logra escapar de las autoridades, pero la policía reúne pruebas para allanar su casa. Emilia le comparte a Ángel que ya se ganó la confianza de Federico para obtener las pruebas que demuestren que es un estafador. Ángel encuentra una memoria USB con suficiente evidencia de los crímenes de Federico. |                                               |                           |                      |
| 72 | «Mi hermano murió por culpa de su padre»      | 20 de junio de 2023       | 2.9                  |
| Al analizar los documentos de Manolo, Ángel descubre que Federico auditó eventos que la banda nunca hizo y cree que está lavando dinero. Emilia se infiltra en la oficina de Federico y toma los discos duros para hacer una copia de su contabilidad. Omar usa a Sam para entrar a la habitación de Jeanine sin ser atrapado y la ataca. |                                               |                           |                      |
| 73 | «No hay mujer hermosa sin unos zapatos rojos» | 21 de junio de 2023       | 3.0                  |
| Gabriela regresa al hospital y es testigo del ataque que está recibiendo Jeanine, ella no duda en defenderla y Joel acude a su auxilio. Federico sospecha que Emilia lo traicionó y le hace una oferta muy difícil de rechazar, asegurando que es lo que se merece. Tras conocer su traición, Maite le pone una trampa a Max y le hace creer que tiene novio. Daniela confirma con una frase de Federico que fue él quien la tocó sin su consentimiento hace muchos años. |                                               |                           |                      |
| 74 | «No van a salir vivos»                        | 22 de junio de 2023       | 3.3                  |
| Emilia discute con Federico por los zapatos rojos que él quiere que use y cuando ella intenta bajarse del auto, él la intoxica para secuestrarla. Daniela confiesa haberle contado todo a Federico y Gina la responsabiliza de todo lo que le pueda pasar a Emilia. El Comandante le comenta a Ángel que la descripción del atacante de Jeanine coincide con Lalo, el guardaespaldas de Federico. Emilia ataca a Federico y logra escapar, Ángel la rescata y se enfrenta a Federico. |                                               |                           |                      |
| 75 | «El amor sana cualquier herida»               | 23 de junio de 2023       | 3.3                  |
| Daniela admite su error al tratar mal a Ángel y le pide disculpas. Jeanine busca a Emilia y Ángel para disculparse por lo que les hizo. Federico pide la ayuda de Carla alegando que Ángel lo tendió una trampa, pero ella lo entrega a las autoridades. Loreta cumple su sueño de ver unida a su familia y muere acompañada de Sergio. Durante un concierto con Ángel, Emilia anuncia que está embarazada. |                                               |                           |                      |

Nota
1. ↑  Este episodio se pre-estrenó el 10 de marzo de 2023 a través de Vix, la página, app y redes sociales oficiales —incluido el canal de Youtube y cuenta oficial de Facebook— de Las Estrellas.[9]

## Producción

### Desarrollo
El 17 de mayo de 2022, la telenovela fue anunciada y presentada bajo el título provisional Primero tú en el evento del up-front de TelevisaUnivision, como uno de los nuevos títulos para la programación del periodo 2022-23. La producción inició su rodaje el 26 de octubre de 2022 en Televisa San Ángel, confirmando el nombre Pienso en ti como título oficial de la telenovela.

### Selección de reparto
A inicios de agosto de 2022, se confirmó a David Zepeda como protagonista masculino de la telenovela. En ese mismo mes, entre las candidatas para el protagónico femenino se encontraban Dulce María, Gabriela Spanic, Claudia Martín y Esmeralda Pimentel. El 24 de septiembre de 2022, Alexis Ayala fue confirmado como uno de los villanos principales, cuatro días después, Jessica Díaz también es confirmada como villana principal. El 5 de octubre de 2022, es confirmado el actor Brandon Peniche, el cual, su personaje complementará un triángulo amoroso entre los protagonistas de la historia. El 19 de octubre de 2022, Zepeda vuelve a ser confirmado junto con Dulce María, llevando ambos los roles protagónicos. El resto del reparto fue anunciado el 28 de octubre de 2022.

## Audiencias
| Temporada | Horario (CT)                     | Episodios | Primera emisión     | Primera emisión      | Última emisión      | Última emisión       | Prom. de espectadores (millones) |
| Temporada | Horario (CT)                     | Episodios | Fecha               | Audiencia (millones) | Fecha               | Audiencia (millones) | Prom. de espectadores (millones) |
| --------- | -------------------------------- | --------- | ------------------- | -------------------- | ------------------- | -------------------- | -------------------------------- |
| 1         | Lunes a viernes 20:30 - 21:30 h. | 75        | 13 de marzo de 2023 | 3.2                  | 23 de junio de 2023 | 3.3                  | 3.0                              |